# Indonesische Küche

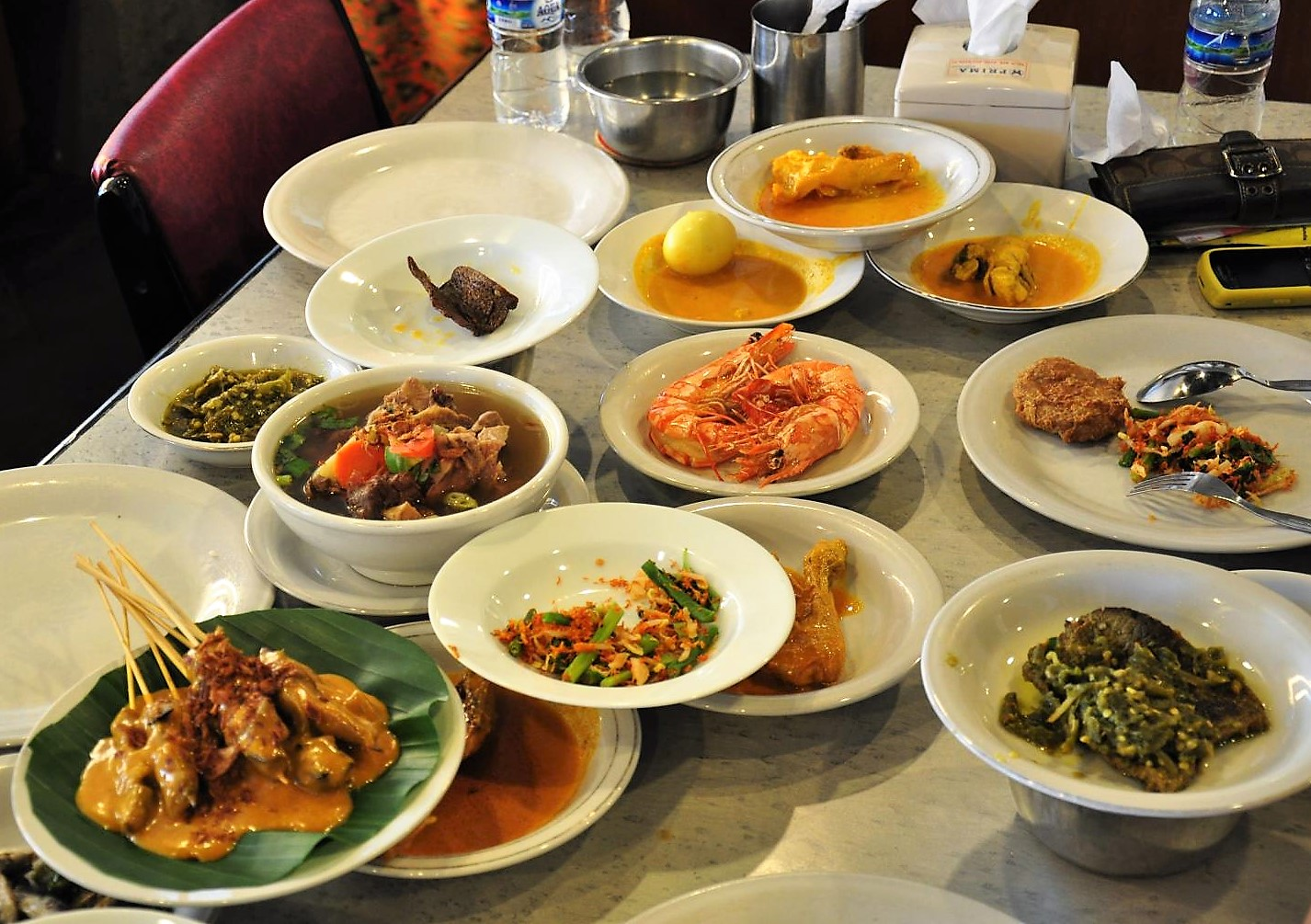
Spezialität aus Westsumatra: Nasi Padang, „gekochter Reis nach Padang-Art“: Padang-Küche (masakan Padang) der Minangkabau.

Die indonesische Küche ist die Regionalküche Indonesiens. Sie ist durch die Küche der asiatischen Nachbarländer beeinflusst, insbesondere Indiens und Chinas. Der Einfluss der Niederländer aus der Kolonialzeit ist heute noch in einer Vielzahl von Kuchen und Torten enthalten.

## Allgemeines
Die indonesische Küche unterscheidet sich regional, wobei meist Reis die Grundlage bildet, der vor rund 2000 Jahren eingeführt wurde. Die frühesten Anbaugebiete waren die Inseln Java und Kalimantan. In den östlichen Gebieten ist es in der Regel zu trocken für Nassreisanbau, bzw. feucht genug nur in der Regenzeit. Traditionell haben daher Maniok und Yams hier ein erhebliches Gewicht. Die Blätter vom Maniok werden auch wie Spinat verwendet und ob ihrer zäheren Konsistenz kleingehackt und eine lange Zeit gekocht.
Im Inselreich Indonesien sind Fisch und Meeresfrüchte Grundlage vieler Mahlzeiten. Schweinefleisch wird im größten muslimischen Land der Welt hingegen nur in Gebieten mit einer christlichen Mehrheit und von Hindus auf der Insel Bali verzehrt. Reis mit Fisch und Gemüse ist ein weit verbreitetes Alltagsgericht.
Hühnerfleisch wird am meisten verzehrt. Ayam goreng (gebratenes Huhn) kann als Nationalgericht bezeichnet werden. Weiterhin findet man allerorten sate, Fleischspieße mit Saucen auf Chili- oder Erdnussbasis.
Viele Speisen werden mit Kokosmilch zubereitet. Gewürzt wird in der indonesischen Küche mit der aus fermentierten Garnelen hergestellten Würzpaste terasi oder mit einem der vielen, zum Teil sehr scharfen Sambals, die als Würzbeilage zu den meisten Gerichten gereicht werden. In vielen Speisen wird auch kecap manis verwendet, eine indonesische süße Sojasoße.
Fleisch wird grundsätzlich vor der Zubereitung zerkleinert, so dass beim Essen kein Messer verwendet werden muss. Mancherorts wird auch mit den Fingern gegessen, ausschließlich mit der rechten Hand, da die linke als unrein gilt.

## Regionen

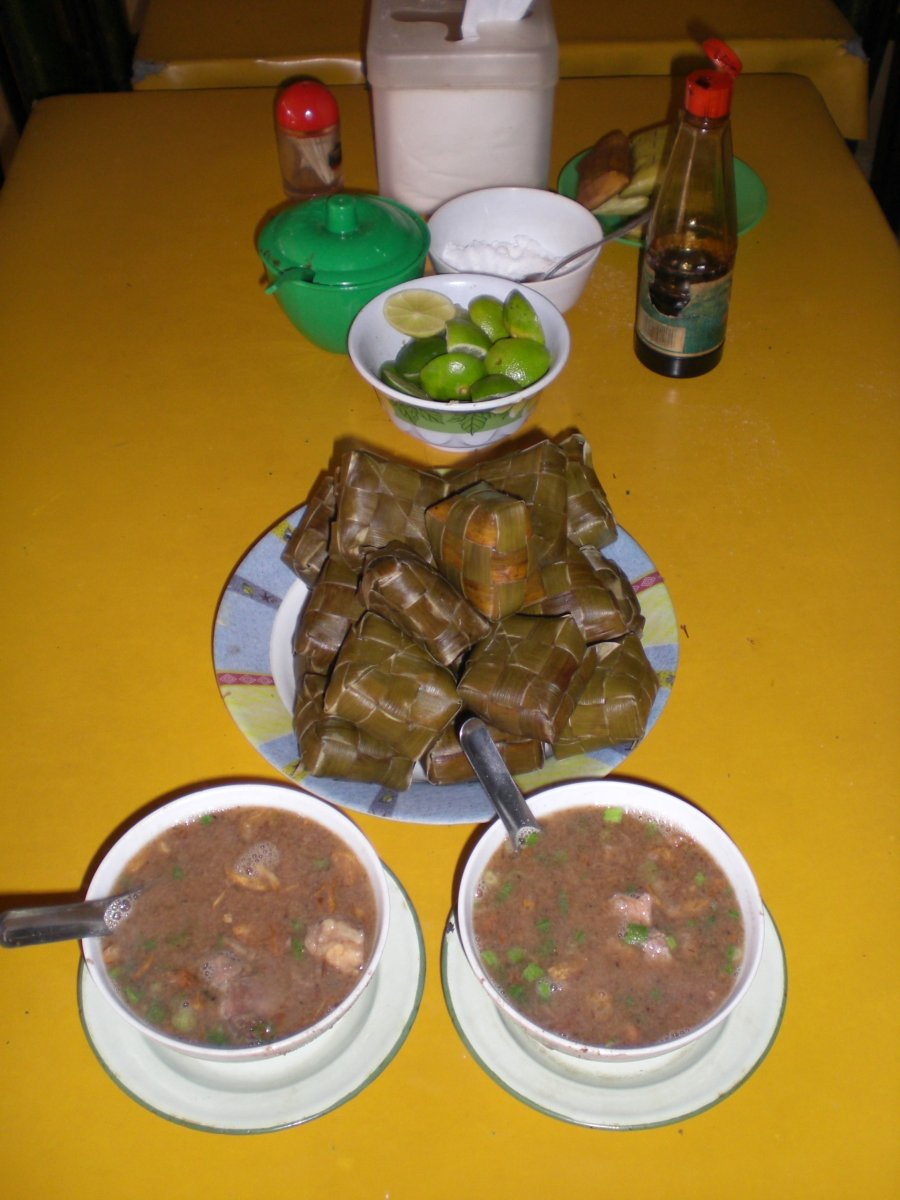
Coto Makassar mit ketupat

Die indonesischstämmige Kochbuchautorin Sri Owen, Verfasserin eines Standardwerks über Reis, unterteilt die indonesische Küche in sechs relevante Regionalküchen: Die Küchen Javas und Sumatras als bekannteste Regionalküchen des Landes sowie die Regionalküchen von Bali, Sulawesi, Kalimantan und Irian Jaya. Fast alle Gebiete und Städte haben ihre eigenen, im ganzen Land bekannten Spezialitäten. Bekannt ist zum Beispiel nasi gudeg aus Yogyakarta oder ayam betutu von Bali. Einige angeblich „typisch indonesische“ Gerichte sind ursprünglich Rezepte von Niederländern oder Chinesen, zum Beispiel Nasi Goreng.
Die Küche Sumatras gilt als besonders scharf gewürzt. Bekannt ist insbesondere die Padang-Küche. Restaurants mit diesen westsumatrischen Spezialitäten findet man im ganzen indonesischen Archipel. Die Padang-Restaurants haben dabei eine spezielle Art des Servierens – dem Gast werden alle Gerichte, die es gerade gibt, angeboten. Er bezahlt das, was er tatsächlich gegessen hat. Typisch für die Küche Sumatras ist anyang, ein Oberbegriff für ein Beilagengericht, das aus verschiedenen, nicht festgelegten Gemüsen und Blättern und Kokosflocken gekocht wird. Gängige Zutaten sind unter anderem Papayablüten und -blätter und Maniok- oder Rattansprösslinge. Gelegentlich werden Anchovis ergänzt.
Auf Java ist das Essen eher etwas milder und süßlicher. Eine Spezialität Ostjavas ist rawon, eine schwarze Fleischsuppe mit einem besonderen Gewürz, keluak. Gern isst man auch tempe. Dabei handelt es sich um eine Art fermentierten Sojabohnenkuchens. Beliebt ist auch das Salatgericht Pecel. In Sunda (Westjava) liegt der Schwerpunkt für typische Speisen auf Gemüsebasis, die mit einem scharfen Sambal gereicht werden. Bekannt sind Gado-gado, ein Salat mit Erdnusssauce, und in Bananenblättern gegartes Oncom.
Auf Bali wird auch Schwein (babi) gegessen, besonders gerne babi guling (von guling, „herumrollen, aufgerollt“), Spanferkel mit verschiedenen Gewürzen. Das Essen ist wie auf Java eher süßlich.
Aus Makassar in Sulawesi Selatan kommt die reichhaltige Suppe Coto Makassar, die auch in anderen Teilen des Landes angeboten wird. In Manado, an der Nordostspitze Sulawesis, essen die Minahasa auch Hundefleisch.

## Lebensmittel und Zutaten
Grundnahrungsmittel ist in erster Linie Reis. Es gibt unterschiedliche Begriffe für unterschiedliche Darreichungsformen. Der sehr günstige Lontong ist beispielsweise in Bananenblättern eingewickelt gekochter und so zu Zylindern gepresster Reis, während der in Taschen aus Kokospalmenblättern gekochte Ketupat-Reis eine etwas höherpreisige Variante darstellt. In ländlichen Regionen, in denen sich Menschen Reis nur schwerlich leisten können, dienen auch Pflanzen wie Maniok und Yams als Alternativen. Das aus Reis gewonnene Reismehl dient als Basis zahlreicher Gerichte.
Fleisch und Fisch als Proteinquellen sind für Einheimische mitunter recht teuer. Günstige Alternativen mit weiter Verbreitung sind Sojabohnen, Tofu und Tempeh.
Bumbu ist ein Oberbegriff für sowohl eine Gewürzmischung aus Gewürzen, Kräutern, Zwiebeln, Rhizomen und weiteren Zutaten als auch für eine daraus zubereitete Paste. Bumbu dient als geschmackliche Basis für zahlreiche Gerichte, entweder als Marinade oder als Basis für eine Sauce.

## Gerichte

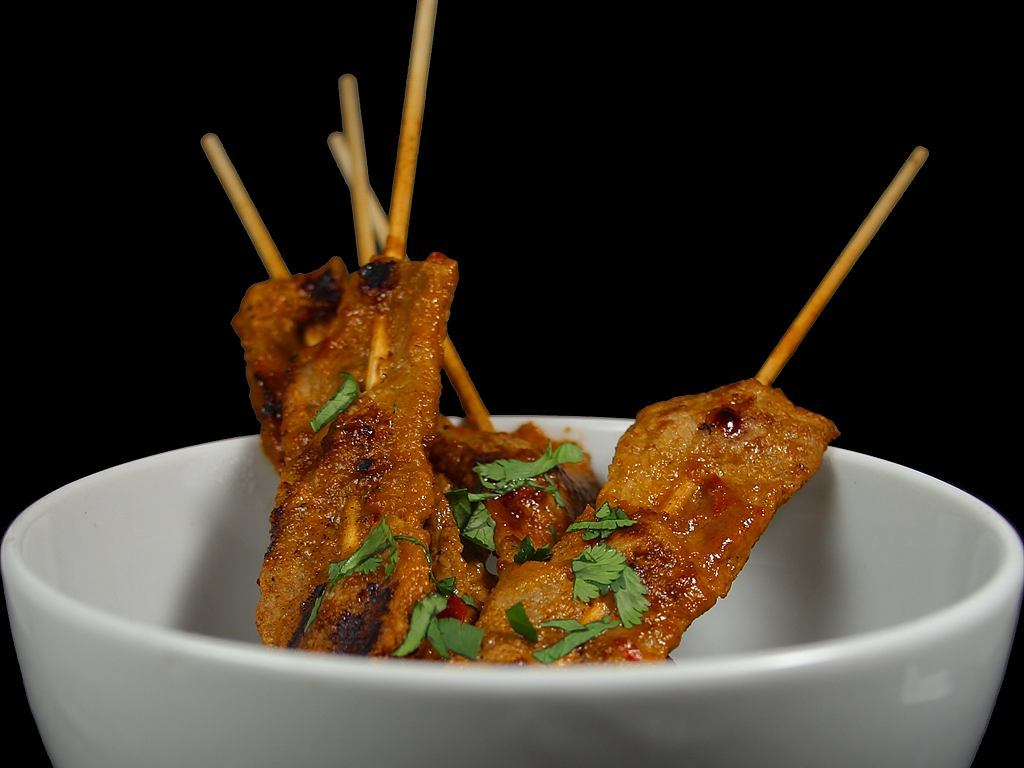
Sate-Spieße werden meist über kleinen tragbaren Grills an der Straße gegrillt

### Hauptgerichte
Die von den Niederländern eingeführte Rijsttafel („Reistafel“) ist ein festliches Menü aus einer Vielzahl von Fleischsorten, Gemüsen, Salaten, Fisch und Curry.
Nasi Goreng (nasi, „gekochter Reis“; goreng, „gebraten“) ist ein international bekanntes Gericht, das auf gebratenem Reis mit unterschiedlichen Beilagen beruht. Der Ursprung ist jedoch nicht indonesisch. Der gebratene Reis wurde von Chinesen eingeführt. Eibeilagen sind eine Variation der Niederländer. Nasi Goreng ist in Indonesien heute wie Bami Goreng, gebratene Nudeln (bami), eher ein Resteessen. Übrig gebliebener Reis wird mit verschiedenen Zutaten und ketjap manis zubereitet.

### Beilagen und Saucen
Krabbenchips sind eine häufig anzutreffende Beilage in der indonesischen bzw. asiatischen Küche, während das vegetarische Emping selten angeboten wird. Pisang goreng sind in Mehl gewendete, frittierte Stücke (im Regelfall Scheiben) von der Kochbanane.

### Imbissgerichte
Sate sind Spieße mit pikant gewürztem Rindfleisch, Fisch, Garnelen, Schweinefleisch, Hähnchen, Ziegenfleisch oder Lammfleisch. Zudem wird vielerorts auch die vegetarische Version mit Tempeh angeboten. Dazu gehört eine Erdnuss- oder Chilisauce.
Charakteristisch sind auch frittierte Gerichte im Eierteig, beispielsweise frittiertes Gemüse (Bakwan). Die Verwendung von Palmöl ist üblich.

### Desserts und Gebäck
Nagasari sind Küchlein aus in Bananenblättern gedämpftem Reismehl mit Banane. Sie gehören zu den günstigsten Snacks und werden von mobilen Verkäuferinnen aus Körben oder von Tabletts angeboten. Ondé-ondé sind gekochte Bällchen aus Klebreis, die in Kokosfasern gewendet werden. Sie werden oft von Straßenhändlern verkauft, die die Bällchen mit dem Saft von Blättern des Schraubenbaums grün färben.
Zu den Snacks zählen rempeyek, Erdnüsse, die in einen Teig mit unterschiedlichsten Gewürzen gemengt und dann scheibenweise frittiert werden.